# Ramilândia
Ramilândia is een gemeente in de Braziliaanse deelstaat Paraná. De gemeente telt 4.365 inwoners (schatting 2009).